# Timmy Gillion
Timmy Gillion, född 16 mars 2002, är en fransk tävlingscyklist som tävlar i bancykling.

## Karriär
Vid EM 2025 i Heusden-Zolder tog Gillion guld tillsammans med Rayan Helal och Sébastien Vigier i lagsprint.